# 889 Еринія
889 Еринія (889 Erynia) — астероїд головного поясу, відкритий 5 березня 1918 року.
Тіссеранів параметр щодо Юпітера — 3,456.